# Хлібобулочні вироби

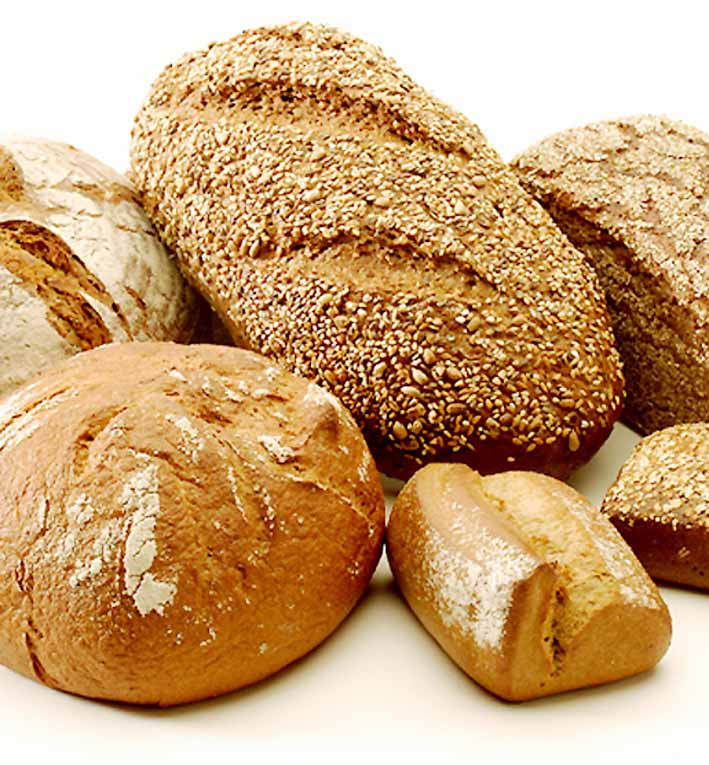
Різноманітні хлібобулочні вироби

Хлібобу́лочні ви́роби — харчові продукти, які випікаються з борошна, дріжджів, солі, води та додаткової сировини для хлібобулочних виробів.
Хлібопекарська промисловість випускає великий асортимент хлібобулочних виробів. Вони можуть бути в залежності від:
- Виду борошна — житніми, пшеничними і житньо-пшеничними;

- Рецептури — простими (з основної сировини) і поліпшеними (з додаванням допоміжної сировини — солоду, патоки, цукру, молочної сироватка, кмину або коріандру), в тому числі здобними;

- Способу випікання — формовими (у формі) і подовими або череневими (на поду);

- Форми — буханець, коровай, батон, плетінка, булка, булочка, калач та ін;

- Призначення — загального та спеціального дієтичного призначення. Крім того, виробляють національні сорти хліба: лаваш, маца, коровай та ін.

За масою хлібні вироби поділяються на хліб (вироби масою понад 500 г) і булочні вироби (500 г і менше), а булочні у свою чергу — на крупноштучні (200–500 г) і дрібноштучні (50-200 г). З групи поліпшених булочних виробів окремо виділяють здобні вироби (з вмістом цукру і жиру 14% і більше за рецептурою).